# حصن الحبس

## السكان والقبائل
هو أحد المراكز التابعه لمحافظة قلوة بقطاع تهامة بمنطقة الباحة 
ويقع شرق محافظة قلوة بحوالي (20) كيلو متر تقريبا على طريق الملك خالد ( عقبة قلوة ) من بداية وادي دوقة
ويسكنها أبناء قبيلة زهران وهم كما يلي ( قبيلة بني عمر - قبيلة آل ثواب - 
قبيلة الأحلاف - قبيلة بيضان - قبيلة بني حسن - قبيلة آل عبد الحميد ) وعددهم حوالي (5000) نسمة.

## الحدود
الشمال: جبل ام لقمان (الانصب ) وجبل الشقرة وجبل أحمار التي تفصلنا عن قرى وادي سبة
الجنوب: جبل الغارب والتيسين (تيس بالجعد والتيس الأعلى) وبران
الغرب: الريداء وقرى ال ام ثواب (المضحاة والغبشة وقرعة والكعتة
الشرق: ثمدان وعقبة مزحك والداية( جبال السروات).

### القرى
القرى الرئيسية التابعة للمركزوالقرى والهجر والأحياء التابعه لها كمايلي
قرى وادي سيالة ويتبعها القرى والهجر والأحياء التالية(آل شيبان - حبس القضايا - الكسايا - حبس البئر - طاووسه - حي الدار - الكلاهسة - 
دار البساس - قُعيه - قزعة الملحاء - الوجيد - وادي الملحة - الحجة - ال شرف - بُرّان - الزعابيه - طلان الأعلى - طلان الاسفل)
قرى دوقة زهران ويتبعها القرى والهجر والأحياء التالية (الجبرة - الحبواء- صدرالمزاوده - صدر عبد الرحمن - طلان - المجدور - آل ثبات - الطرف)
قرى آل عبد الحميد ويتبعها القرى والهجر والأحياء التالية(الفرع - دار السند - دارال ضاعنة - التربة -الحبواء -الحوية -النقاب (النقبة العلياء – 
النوزة - الرفعة - وادي رخام - دار الزغبة ( القريع )- حبس الغيطل - حبس الغرة - الحياد - الحشف المرصاد - الجميل وعويش - 
وادي وبر دار قرن الذويب- وادي ذوعش- الحياد- العجرة - النقبة السفلى- الغلة- دار كيدي- الحناك- البدلة.
قرى حصـن الحبس ويتبعها القرى والهجروالأحياء التالية (العين-الغرابة- شعب عطيه)
قرى وادي الوحشة ويتبعها القرى والهجر والأحياء التالية (الوحشة - البويرة -السلمة - وادي العشيرة - 
آل جابر - دار الحصير - الدار- صدر بير- صدر نعاش – قرى وادي الشقرة)

## المعالم الطبيعية
- الجبال

جبل التيس الأعلى - جبل التيس الاسفل - جبل الصار - جبال الصفاح -
جبال القماقم - جبل الطويله - جبل الحيضران - جبل ضحيان –
- الأودية والمعالم الطبيعية المنوعة

وادي دوقة وهو أكبرها ومن روافدة مايلي
وادي طلان - وادي الوحشة - وادي الشقرة - وادي العشيرة - وادي الصدر - وادي سياله - 
وادي الولجة - وادي ذوعش - وادي وبر - وادي رخام - وادي الملحة.
- الأثار والتاريخ

القرى الأثرية البارزة ومنها
قرية بران الأثرية - قرية صدر بير الأثرية - قرية البويرة الأثرية الواقعة بوادي النمر - 
قرى صدر رخام الأثرية القديمة تقع بجبل الصلبة  - قرية رخام الأثرية  - قرية الزغبة (دار القريع).
الحصون والمباني القديمه
يوجد بها العديد من الحصون المتفرقة ومنها مايلي
حصن الأغبر في الكلاهسة - حصن الكديد في الكلاهسة - حصن الدبر في بران - حصن المهلل وحصن رحمان بالزغبة - حصن العلالي بالاضاعنة - حصن بيت الباكر بالاضاعنة - حصن بيت القاسمة بالاضاعنة - حصن بيت الكبير بالزغبة - حصن الشاعر/ محمد بن خريفة بالرهفة - حصن بن عمار بقرن الذويب - حصن بن كرميدة بدار السند - حصن الشاعر قينان سليم بدار كيدي - مسجد قرية الطرف القديم - حصون صدر بيضان)

## الخدمات والمرافق
(الدوائر الحكومية)
مركز إمارة المحمدية
مكتب للخدمات البلدية بحصن الحبس
مركز صحي حصن الحبس مركز صحي دوقة آل عبد الحميد
الحدائق والأماكن الترفيهية والنوادي والملاعب
حديقة والحصن الحبس
ملعب كرة القدم بـحبس الصعاق عبد الحميد ـ 
ملعب قرى آل شيبان -
ملعب حصن الحبس – 
ملعب الكلاهسة
(المدارس)
ابتدائية سياله للبنات
ابتدائية الاحنف بن قيس بسياله
ابتدائية أبو هريرة بحصن الحبس
ابتدائية ومتوسطة للبنات بحصن الحبس
ابتدائية البنات بالطرف بدوقة زهران
ابتدائية حمزه بن عبد المطلب بالطرف بدوقة زهران
ابتدائية ومتوسطة الفضيل بن عياض بـ عبد الحميد
ابتدائية البنات بـعبدالحميد
متوسطة وثانوية اليرموك بحصن الحبس للأولاد
ابتدائية المللك فيصل للبنين بالوحشة
(الطرق)
يمر بها طريق الملك خالد المؤدي لعقبة قلوة الباحة
وبقية القرى منها مُعبد والبعض الآخر وعرة جدا هُجرت بعض القرى لصعوبة الوصول اليها ومنها جبل بُرّان وصدر عبد الرحمن 
وطلان الأعلى والتي تحتوي على آثار رائعة التي تحكي الواقع والزمن الذي كان يعيش فيه إنسان هذه القُرى قديما.